# Astolfo Marques
Raul Astolfo Marques, mais conhecido como Astolfo Marques (São Luís, 11 de abril de 1876 - São Luís, 20 de maio de 1918) foi um jornalista, cronista, ficcionista, ensaísta e tradutor brasileiro.

## Origens e Primeiros Anos
Nascido em São Luís, Maranhão, Astolfo Marques veio de uma família negra livre, porém de poucos recursos. Sua mãe, Delfina Maria da Conceição Marques, descendente de africanos, sustentava a casa como lavadeira e passadeira. Ela criou Astolfo e seus irmãos praticamente sozinha, em um ambiente matriarcal típico das famílias afro-maranhenses livres do fim do século XIX. Astolfo Marques era o caçula de seis irmãos conhecidos, crescendo em meio à união familiar e ao esforço para superar a pobreza.
Durante sua infância, na década de 1880, São Luís enfrentava dificuldades econômicas com o declínio da exportação de algodão, além de conviver com tensões ligadas à escravidão e ao movimento abolicionista. Em 1885, com nove anos, Astolfo Marques ingressou na escola municipal de sua freguesia, aprendendo o básico da alfabetização. Contudo, a necessidade de ajudar no sustento da casa limitou seus estudos regulares. Desde cedo, auxiliava a mãe entregando roupas lavadas e fazendo pequenos serviços como mensageiro, o que o afastava da escola, mas não impedia sua curiosidade intelectual.
Astolfo se destacou desde jovem pela dedicação autodidata. Declarava ter aprendido a ler quase sozinho, lendo tudo o que encontrava: livros, jornais e folhetos. Essa sede de conhecimento era incomum para um jovem negro e pobre em uma sociedade ainda marcada pelo analfabetismo. Nas poucas horas livres, cultivou gosto por literatura e informação, o que mais tarde impressionaria cronistas maranhenses. O escritor Humberto de Campos destacou sua “infatigável” disciplina para estudar, apesar das adversidades raciais e sociais.
A adolescência de Astolfo coincidiu com grandes mudanças: aos 12 anos presenciou a abolição da escravidão em 1888, e aos 13 viu o fim da monarquia em 1889. Essas transformações influenciaram sua consciência social. Sua família, embora livre, enfrentava os mesmos desafios da população negra: pobreza persistente, racismo e exclusão herdados do período escravista: temas que mais tarde surgiriam em sua obra literária.
Sem condições de avançar muito na educação formal, Astolfo buscou formas de se instruir por conta própria, frequentando aulas noturnas de línguas e ampliando sua cultura geral. Por volta de 1896, aos 20 anos, conseguiu uma vaga como servente na Biblioteca Pública do Maranhão, em São Luís. Esse trabalho modesto se tornou o ponto de partida de sua trajetória intelectual e profissional, aproximando-o dos livros, da leitura e dos círculos literários que marcariam sua carreira.

Em "Memórias e Memórias Inacabadas" do escritor Humberto de Campos, o autor narra como via Astolfo Marques:
"Uma figura houve entretanto, no Olimpo, que permitiu a minha aproximação. Foi Raul Astolfo Marques, que se tornou conhecido, mais tarde, nas letras regionais, como Astolfo Marques, unicamente. Era homem de cor, de tez escura e embaciada [...]. De estatura mediana, a fronte larga e fugidia, boca enorme e bigode ralo, possuía dentes enormes e brancos [...] Era amanuense da Biblioteca, mas desempenhava todos os misteres de servente: varria o salão, espanava as estantes, etiquetava os livros [...] Era, segundo me disseram, filho de uma preta, lavadeira e engomadeira. E a isso devia ele, talvez, a alegria de exibir, pondo em destaque o seu terno de casimira azul-marinho, cuidadosamente passado a ferro, os mais duros e lustrosos colarinhos do Maranhão. Humilde e obscuro, mas infatigável no estudo e no trabalho, Astolfo Marques fez-se de tal modo indispensável aos homens brancos a quem servia, que, na organização da Oficina dos Novos, eles se viram forçados a dar-lhe um lugar a seu lado."

p.289

## Trajetória Profissional
Em paralelo à sua formação contínua, Astolfo Marques firmou-se como jornalista,escritor e servidor público durante as primeiras décadas do século XX. Após cerca de dez anos trabalhando na Biblioteca Pública do Maranhão, percebeu que, mesmo promovido a amanuense e depois a auxiliar de direção, seu progresso na carreira era limitado pelas barreiras sociais da época. Por volta de 1907, já ocupando funções de confiança na biblioteca, passou a dedicar-se ainda mais à produção literária e à colaboração regular em periódicos de São Luís. Nesse período, Astolfo Marques era reconhecido não apenas como funcionário aplicado, mas como um intelectual de destaque, o que o estimulou a ampliar sua atuação na imprensa e na literatura. Sua produção de contos, crônicas e artigos cresceu significativamente a partir de meados da década de 1900. Colaborou com revistas e jornais de circulação influente, como a Revista do Norte, o diário A Pacotilha, o jornal O Maranhão (ou O Jornal), o Boletim da Oficina dos Novos e outras publicações locais. Nessas páginas, abordava o cotidiano da cidade, escrevia contos, ensaios críticos e entrevistas, consolidando-se como cronista e jornalista respeitado pela opinião pública da capital maranhense. Paralelamente às colaborações em jornais, lançou suas primeiras obras em livro. Em 1905, publicou A Vida Maranhense, coletânea de contos que retrata personagens e costumes de São Luís. No ano seguinte, em 1906, saiu De São Luís a Teresina, relato de viagem inspirado em uma excursão que fizera ao Piauí. Já em 1907, escreveu O Maranhão por dentro, definido como uma “revista de acontecimentos maranhenses”, peça de teatro satírico-musical elaborada em parceria com o músico Inácio Cunha, misturando crônica, música e encenação. Seguiu publicando com regularidade: em 1908, lançou Natal (Quadros), conjunto de cenas natalinas em prosa poética; em 1909, apresentou Esboços e quadros, reunindo textos curtos que aprofundavam seu retrato da vida local. Em 1910, publicou o ensaio biográfico O Dr. Luís Domingues, destacando a figura do então governador do Maranhão. Essa homenagem aproximou-o ainda mais do meio político. No mesmo ano, Luís Domingues nomeou Astolfo para o cargo de Secretário Interino da Instrução Pública e diretor do Liceu Maranhense, cargo que exerceu até outubro de 1911, participando da gestão educacional em um período de reformas republicanas. Em 1912, passou a servir como oficial na Secretaria Geral do Governo, por nomeação do vice-governador Frederico Figueira. Após a extinção desse órgão em 1915, foi transferido para a Secretaria do Interior, permanecendo como servidor de confiança. Nesse período, dirigiu também a Imprensa Oficial do Maranhão, foi amanuense da Associação Comercial e secretário da Escola de Comércio de São Luís, demonstrando sua versatilidade e prestígio no funcionalismo. Mesmo assumindo funções administrativas, não abandonou a literatura. Em 1912, publicou seu romance histórico A Nova Aurora, que aborda os primeiros anos do regime republicano no Maranhão e episódios como o Massacre de 17 de Novembro de 1889, quando libertos foram reprimidos em São Luís logo após a Proclamação da República. O livro, dividido em capítulos, mescla narrativa ficcional e crônica histórica para questionar os rumos do novo regime. Astolfo continuou escrevendo textos avulsos para a imprensa. Em 1912, publicou no Diário Oficial a crônica A comemoração dos Reis sobre as festividades de Dia de Reis em São Luís. Em 1916, publicou o conto Reis republicanos, onde retomou o tema do 13 de Maio e o destino da população negra no pós-abolição. Seu vínculo com o serviço público se encerrou em 1918, quando, devido a problemas de saúde, obteve aposentadoria com proventos integrais e o título de chefe de seção da Secretaria do Interior. Até seu falecimento, ainda em 1918, Astolfo Marques era reconhecido como um dos principais homens de letras do Maranhão e figura de influência nos círculos culturais e burocráticos. Sua trajetória, da biblioteca modesta aos altos cargos do governo e às páginas da literatura, tornou-se testemunho de superação pessoal e registro crítico de uma época em transição no Maranhão.

## Produção Intelectual
A obra de Astolfo Marques refletiu de forma coerente suas vivências e preocupações, voltando-se especialmente para as transformações sociais do Maranhão no período pós-Abolição e para as desigualdades que continuaram a atingir a população negra.Grande parte de sua produção literária pode ser entendida como um esforço sistemático de interpretar as esperanças e frustrações dos ex-escravizados e seus descendentes diante da liberdade formal obtida em 1888 e da cidadania restrita oferecida pela República.
Seus contos e crônicas exploraram as relações entre raça, nacionalidade e Abolição, permitindo analisar como os negros foram, em grande parte, excluídos da sociedade brasileira moderna, a partir de uma perspectiva elaborada por um intelectual negro atuante no pós-Abolição. Astolfo destacou-se por trazer para o centro de suas narrativas personagens negros comuns, trabalhadores, professores, artífices, discutindo criticamente a realidade racial da Primeira República. Essa condição de homem negro conferia autenticidade e urgência a sua voz, destacando-o em um cenário literário então dominado por escritores brancos.

Um núcleo expressivo de sua obra são os contos do pós-Abolição, publicados entre 1903 e 1907, sempre próximos à data de 13 de Maio. No conto “O treze de maio (recordações)”, divulgado na Revista do Norte em 1º de junho de 1903, Astolfo Marques criticou a apatia das comemorações oficiais da Abolição, contrastando o caráter burocrático da festa com a ausência de celebrações populares. Na narrativa, três personagens negros humildes, o quitandeiro Joaquim Matias, o professor Geraldo e o operário Maneco, demonstram indignação pelo fato de, quinze anos após a Lei Áurea, não haver mais entusiasmo popular em comemorar a data.
“Vejam vocês como se comemora entre nós o maior dia nacional!”
comenta o professor, enquanto Maneco lamenta: 
“Ninguém foi treze; (...) falta no Maranhão o patriotismo!”.
O conto já antecipava o cerne de sua crítica: a emancipação legal não se converteu em cidadania real, e a memória da Abolição corria o risco de virar um ritual vazio.
Nos contos seguintes: “Ser treze” (1905), “A comunhão do Romualdo” (1906) e “Aqueles aduladores…” (1907) , Astolfo Marques revisitou o tema sob ângulos diversos, aprofundando a crítica à marginalização persistente dos negros. Em “Ser treze”, por exemplo, abordou de forma alegórica o estigma do ex-escravo: o termo “treze de Maio”, antes orgulho de liberdade, tornara-se insulto racial, ninguém queria ser “chamado de treze” numa sociedade que continuava hierarquizando as pessoas pela cor da pele. Astolfo Marques expôs a inversão de sentido: o orgulho da alforria transformado em marca de exclusão na República. Com ironia e melancolia, mostrou como a retórica de igualdade se revelava contraditória na experiência vivida pelos negros.
Além da questão racial, Astolfo também se dedicou a retratar os costumes, festas populares e o cotidiano maranhense. Em livros como A vida maranhense (1905) e Esboços e quadros (1909), reuniu contos e crônicas que pintavam tipos humanos e cenas da vida em São Luís, combinando um tom coloquial com observação crítica. Sua escrita, ao mesmo tempo leve e irônica, tornava as denúncias sociais mais acessíveis, levando o leitor da familiaridade do cotidiano à reflexão profunda.
Outro ponto relevante de sua obra é o registro de tradições populares. Astolfo, conhecedor da cultura de negros e mulatos livres, documentou em crônicas e livros festas como os terços de Natal, folias de reis e o Carnaval, lançando um olhar simultaneamente afetivo e analítico. A crônica “A comemoração dos Reis” (1912) e o livro Natal (Quadros) (1908) são exemplos de seu interesse em preservar práticas comunitárias.
O auge de sua produção literária se deu com o romance histórico A nova aurora (1913), em que condensou suas principais preocupações: a análise crítica do início da República sob a ótica dos negros e pobres. Baseado em documentos e relatos orais, o romance reconstitui episódios como o massacre de 17 de novembro de 1889, quando tropas republicanas reprimiram violentamente libertos que temiam o retorno da escravidão. Hoje, estudiosos reconhecem em A nova aurora uma obra singular, precursora do romance histórico de viés crítico e da centralidade de protagonistas negros na literatura nacional.

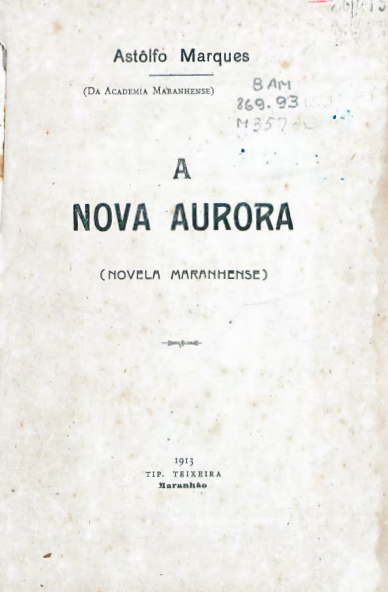
A Nova Aurora (1913)

Além de contista e romancista, Astolfo atuou como tradutor e ensaísta. Traduziu do francês textos como o artigo de Eugène Montfort (1902) e o romance de Paul Bertnay (1903), introduzindo discussões estéticas internacionais ao público local. Humberto de Campos, que o conheceu, destacou seu trânsito entre o mundo erudito e o popular, qualidade que fez de Astolfo Marques um intérprete atento de sua sociedade.
Seu estilo, marcado por frases limpas e observações precisas, fugia do excesso retórico e da exotização, optando por uma linguagem clara, sensível e socialmente engajada. Em síntese, Astolfo Marques produziu uma obra de múltiplos registros: contos, crônicas, romance histórico, crítica literária e tradução, sempre guiado por uma preocupação com a verdade social e a memória coletiva.

## Obras
- A vida Maranhense. São Luís: Tipografia Frias, 1905. (contos).
- De São Luis a Teresina. São Luís: Edição do autor, 1906. (narrativa de viagem).
- O Maranhão por dentro. São Luís: S/I, 1907. (dramaturgia).
- Natal (quadros). São Luís: Tipografia Teixeira, 1908. 2.ed. São Luís: AML / EDUEMA, 2008. (contos).
- O Dr. Luís Domingues. São Luís: Edição do autor, 1910. (biografia).
- A nova aurora. São Luís: Tipografia Teixeira, 1913. (romance). / 2. ed. São Paulo: Chão Bruto, 2021
- O Treze de Maio: e outras estórias do pós-Abolição. São Paulo: Fósforo, 2021. (contos)
- A nova geração literária – tradução de um artigo crítico de Eugène Montfort; publicado na Revista do Norte, São Luís, 1902.
- A comemoração dos Reis – crônica jornalística; publicada no Diário Oficial do Maranhão, ed. de 8/1/1912.

## Cronologia
- 11/04/1876: Nascimento de Raul Astolfo Marques em São Luís, Maranhão.
- 1885: Ingresso na escola pública municipal da 1ª freguesia de São Luís, iniciando estudos formais.
- 13/05/1888: Abolição da escravatura no Brasil; Astolfo, aos 12 anos, presencia o evento que marcaria sua geração.
- 15/11/1889: Proclamação da República; um protesto popular negro ocorre em São Luís dois dias depois (17/11), fato que Astolfo futuramente narrará em A nova aurora.
- 1896: Com cerca de 20 anos, Astolfo consegue emprego de servente na Biblioteca Pública de São Luís, iniciando sua carreira no serviço público e sua integração ao meio intelectual local.
- 1902: Primeira publicação importante – tradução do artigo “A nova geração literária” (E. Montfort) na Revista do Norte.
- 1903: Publicação do folhetim traduzido Por amor (romance de P. Bertnay) e do conto “O treze de maio (recordações)” na imprensa maranhense.
- 1905: Lançamento do livro de contos A vida maranhense, seu primeiro livro autoral.
- 10/08/1908: Fundação da Academia Maranhense de Letras; Astolfo Marques é um dos 13 membros fundadores, assumindo a cadeira nº 10.
- 1908: Publicação de Natal (Quadros).
- 1909: Publicação de Esboços e quadros.
- 1910: Lançamento do ensaio biográfico O Dr. Luís Domingues. No mesmo ano, Astolfo é nomeado Secretário Interino da Instrução Pública do Maranhão e diretor do Liceu Maranhense.
- 1912: Publicação do romance histórico A nova aurora (em capítulos, concluído em 1913). Publicação da crônica “A comemoração dos Reis” no Diário Oficial.
- 1915: Falecimento de sua mãe, Delfina da Conceição Marques, aos 69 anos.
- 1916: Publicação do conto “Reis republicanos” na imprensa de São Luís.
- 01/1918: Astolfo Marques é aposentado do serviço público, por problemas de saúde, com salário integral.
- 20/05/1918: Falecimento de Astolfo Marques, em São Luís, aos 42 anos.
- 1976: Centenário de nascimento de Astolfo; jornais e entidades culturais do Maranhão celebram sua memória.

- 2021: Publicação de novas edições de A nova aurora e de O treze de maio e outras estórias do pós-Abolição, marcando a redescoberta de sua obra pelo público nacional.